# Lowedges
| Оценки критиков  | Оценки критиков |
| Источник         | Оценка          |
| ---------------- | --------------- |
| Allmusic         | [ 1 ]           |
| BBC Music        | very favourable |
| Drowned in Sound | 9/10            |
| The Guardian     | [ 4 ]           |
| MusicOMH         | average         |
| PopMatters       | very favourable |
| Q                | [ 7 ]           |

Lowedges — третий студийный альбом британского автора-исполнителя Ричарда Хоули, выпущен в 2003 году на лейбле Setanta Records. Диск назван так по имени одного из районов родного города Ричарда — Шеффилда.

## Список композиций
1. «Run for Me»
2. «Darlin'»
3. «Oh My Love»
4. «Only Road»
5. «On the Ledge»
6. «You Don’t Miss Your Water (Till Your River Runs Dry)»
7. «Motorcycle Song»
8. «It’s Over Love»
9. «I’m on Nights»
10. «Danny»
11. «Nights Are Made for Us»